# Benjamin Mendy
Benjamin Mendy (Longjumeau, 17 de julio de 1994) es un futbolista francés. Juega de defensa y se encuentra sin equipo.
Fue internacional con la selección francesa desde 2017 hasta 2019, de la cual fue campeón al ganar el Mundial de Rusia 2018. En agosto de 2021 fue apartado por el Manchester City F. C., su equipo por aquel entonces, pendiente de un juicio acusado de ocho casos de violación y una agresión sexual. En julio de 2023 fue declarado como no culpable al no encontrar el juez pruebas concluyentes.

## Trayectoria deportiva

### Le Havre
Se formó en la cantera del Le Havre desde el año 2007. Alcanzó el primer equipo del Le Havre, en Ligue 2, en la temporada 2011-12 y rápidamente se hizo con un hueco en el once inicial.

### Olympique de Marsella
En julio de 2013 fue traspasado al Olympique de Marseille por 4 millones de euros. A lo largo de tres temporadas disputó 101 encuentros y logró catorce asistencias.

### A. S. Mónaco
En junio de 2016 fue traspasado al A. S. Mónaco por 13 millones de euros. Completó una gran temporada, incluyendo un gol y once asistencias, en la que el AS Mónaco logró ganar la Ligue 1 francesa y llegar a semifinales de Liga de Campeones de la UEFA tras eliminar a grandes equipos como Manchester City o Borussia Dortmund.
Además fue incluido en el equipo ideal de la Ligue 1 2016-17.

### Manchester City
El 24 de julio de 2017 fue traspasado al Manchester City por 58 millones de euros, hasta ese momento convirtiéndose en el defensa más caro de la historia. El 23 de septiembre sufrió una rotura del ligamento cruzado de la rodilla derecha, en un encuentro ante el Crystal  Palace, por lo que fue baja unos siete meses. El 22 de abril regresó a los terrenos de juego al salir en sustitución de Fabian Delph en el minuto 75.

### Regreso a Francia y paso fugaz por el F. C. Zürich
El 19 de julio de 2023 se hizo oficial su vuelta al fútbol francés después de firmar por dos años con el F. C. Lorient. En mitad del segundo, y tras haber jugado quince partidos en los que marcó dos goles y dio una asistencia, se marchó al F. C. Zürich.
Trás cinco meses y ocho partidos con el equipo helvético, el club rescindió su contrato que finalizaba a mediados de 2026 por su conducta fuera de los terrenos de juegos.

## Selección nacional
Benjamin ha jugado en todas las categorías inferiores (sub-16, sub-17, sub-18, sub-19 y sub-21) de la selección francesa.
El 25 de marzo de 2017 debutó con la selección francesa en un encuentro ante Luxemburgo. Fue incluido en la convocatoria de 23 jugadores de la selección francesa para el Mundial de Rusia de 2018.
El 26 de junio de 2018 jugó su único partido en el Mundial en el empate a cero ante Dinamarca. El 15 de julio se proclamó campeón del mundo, aunque no llegó a jugar la final ante Croacia.

### Participaciones en Copas del Mundo
| Mundial                          | Sede   | Resultado        |
| -------------------------------- | ------ | ---------------- |
| Mundial de Fútbol Sub-17 de 2011 | México | Cuartos de final |
| Copa Mundial de Fútbol de 2018   | Rusia  | Campeón          |

### Participaciones en Eurocopas
| Eurocopa               | Sede     | Resultado    |
| ---------------------- | -------- | ------------ |
| Europeo Sub-17 de 2011 | Serbia   | Primera fase |
| Europeo Sub-19 de 2013 | Lituania | Subcampeón   |

## Vida personal

### Juicio por violaciones y agresión sexual
El 26 de agosto de 2021 se levantaron seis cargos de violación y uno de agresión sexual en contra del defensor del Manchester City, por lo que desde el 2 hasta el 10 de septiembre quedó bajo prisión preventiva, confirmándose el mismo día que el defensa estaría en prisión como mínimo hasta enero de 2022. El 22 de diciembre de 2021 fue acusado de otro cargo de violación. Ese mismo día, se le decretó otra detención provisional en una prisión de Liverpool a la espera de su juicio previsto el 27 de junio o 1 de agosto de 2022.
En enero de 2022 se le trasladó de la prisión de Liverpool a la prisión clase A de Manchester HM Prison, conocida como "Strangeways" , considerando el alto nivel mediático de su caso. Ese mismo mes, fue liberado bajo fianza.
A mediados de agosto de 2022 se sentó en el banquillo de la Corte de la Corona de Chester acusado de ocho cargos de violación, uno de intento de violación y otro de agresión sexual producidas en su mansión de Mottram St Andrew (Cheshire) entre octubre de 2018 y agosto de 2021. Entre los casos denunciados está el de una menor de 17 años. Mendy en el juicio se declaró inocente. El jugador llevaba apartado del equipo desde agosto de 2021.
El 13 de enero de 2023, Mendy fue declarado no culpable de seis cargos de violación y un cargo de agresión sexual. El mismo jurado no pudo llegar a un veredicto sobre otro cargo de violación y un cargo de intento de violación contra Mendy. El 26 de junio, el nuevo juicio de Mendy por los cargos pendientes comenzó en el mismo lugar; dos semanas después, Mendy fue declarado no culpable de un cargo de violación y otro de intento de violación.
Tras el resultado de su caso judicial y su absolución, compañeros futbolistas como Jack Grealish, Paul Pogba, Vinícius Júnior, Rio Ferdinand y Memphis Depay publicaron mensajes en apoyo a Mendy. Además, Depay mostró preocupación por la falta de apoyo a Mendy por parte de la FIFA, su club, su selección nacional y la Premier League durante el proceso legal.
En noviembre de 2023, se anunció que Mendy llevaría al Manchester City ante un tribunal laboral afirmando que le debían millones de libras en deducciones salariales no autorizadas. Alegó que el club había dejado de pagarle en septiembre de 2021 después de que fuera acusado y detenido. En noviembre de 2024, un Tribunal Laboral determinó que Mendy tenía derecho a recibir la mayor parte de su salario no pagado.

## Estadísticas

### Clubes
Actualizado al último partido disputado el 12 de abril de 2025.
| Club | Div.          | Temporada     | Liga  | Liga  | Copas nacionales(1) | Copas nacionales(1) | Torneos internacionales(2) | Torneos internacionales(2) | Total | Total |
| Club | Div.          | Temporada     | Part. | Goles | Part.               | Goles               | Part.                      | Goles                      | Part. | Goles |
| --- | ------------- | ------------- | ----- | ----- | ------------------- | ------------------- | -------------------------- | -------------------------- | ----- | ----- |
| Le Havre A. C. Francia | 2.ª           | 2011-12       | 29    | 0     | 3                   | 0                   | ―                          | ―                          | 32    | 0     |
| Le Havre A. C. Francia | 2.ª           | 2012-13       | 28    | 0     | 4                   | 0                   | ―                          | ―                          | 32    | 0     |
| Le Havre A. C. Francia | Total club    | Total club    | 57    | 0     | 7                   | 0                   | 0                          | 0                          | 64    | 0     |
| Olympique de Marsella Francia | 1.ª           | 2013-14       | 24    | 1     | 4                   | 1                   | 2                          | 0                          | 30    | 2     |
| Olympique de Marsella Francia | 1.ª           | 2014-15       | 33    | 0     | 2                   | 0                   | ―                          | ―                          | 35    | 0     |
| Olympique de Marsella Francia | 1.ª           | 2015-16       | 24    | 1     | 5                   | 0                   | 7                          | 0                          | 36    | 1     |
| Olympique de Marsella Francia | Total club    | Total club    | 81    | 2     | 11                  | 1                   | 9                          | 0                          | 101   | 3     |
| A. S. Monaco F. C. Francia | 1.ª           | 2016-17       | 25    | 0     | 4                   | 1                   | 10                         | 0                          | 39    | 1     |
| A. S. Monaco F. C. Francia | Total club    | Total club    | 25    | 0     | 4                   | 1                   | 10                         | 0                          | 39    | 1     |
| Manchester City F. C. Inglaterra | 1.ª           | 2017-18       | 7     | 0     | 0                   | 0                   | 1                          | 0                          | 8     | 0     |
| Manchester City F. C. Inglaterra | 1.ª           | 2018-19       | 10    | 0     | 3                   | 0                   | 2                          | 0                          | 15    | 0     |
| Manchester City F. C. Inglaterra | 1.ª           | 2019-20       | 19    | 0     | 5                   | 0                   | 6                          | 0                          | 30    | 0     |
| Manchester City F. C. Inglaterra | 1.ª           | 2020-21       | 13    | 2     | 6                   | 0                   | 1                          | 0                          | 20    | 2     |
| Manchester City F. C. Inglaterra | 1.ª           | 2021-22       | 1     | 0     | 1                   | 0                   | 0                          | 0                          | 2     | 0     |
| Manchester City F. C. Inglaterra | Total club    | Total club    | 50    | 2     | 15                  | 0                   | 10                         | 0                          | 75    | 2     |
| F. C. Lorient Francia | 1.ª           | 2023-24       | 15    | 2     | 0                   | 0                   | ―                          | ―                          | 15    | 2     |
| F. C. Lorient Francia | 2.ª           | 2024-25       | 0     | 0     | 0                   | 0                   | ―                          | ―                          | 0     | 0     |
| F. C. Lorient Francia | Total club    | Total club    | 15    | 2     | 0                   | 0                   | 0                          | 0                          | 15    | 2     |
| F. C. Zürich Suiza | 1.ª           | 2024-25       | 7     | 0     | 1                   | 0                   | ―                          | ―                          | 8     | 0     |
| F. C. Zürich Suiza | Total club    | Total club    | 7     | 0     | 1                   | 0                   | 0                          | 0                          | 8     | 0     |
| Total carrera | Total carrera | Total carrera | 235   | 6     | 38                  | 2                   | 29                         | 0                          | 302   | 8     |
| (1) Incluye datos de Copa de Francia de Fútbol, Copa de la Liga de Francia, Copa de la Liga de Inglaterra, FA Cup, Community Shield y Copa de Suiza. (2) Incluye datos de Liga Europa de la UEFA y Liga de Campeones de la UEFA. |               |               |       |       |                     |                     |                            |                            |       |       |

### Selección de Francia
Actualizado al último partido jugado el 17 de noviembre de 2019.
| Selección | Temporada | Amistosos | Amistosos | Amistosos | Clasificación | Clasificación | Clasificación | Mundial | Mundial | Mundial | Total | Total | Total  |
| Selección | Temporada | Part.     | Goles     | Asist.    | Part.         | Goles         | Asist.        | Part.   | Goles   | Asist.  | Part. | Goles | Asist. |
| --------- | --------- | --------- | --------- | --------- | ------------- | ------------- | ------------- | ------- | ------- | ------- | ----- | ----- | ------ |
| Francia   |           |           |           |           |               |               |               |         |         |         |       |       |        |
| 2017      | 2         | 0         | 0         | 2         | 0             | 1             | -             | -       | -       | 4       | 0     | 1     |        |
| 2018      | 3         | 0         | 0         | 1         | 0             | 1             | 1             | 0       | 0       | 5       | 0     | 1     |        |
| 2019      | 0         | 0         | 0         | 1         | 0             | 0             | -             | -       | -       | 1       | 0     | 0     |        |
| Total     | Total     | 5         | 0         | 0         | 4             | 0             | 2             | 1       | 0       | 0       | 10    | 0     | 2      |

## Palmarés

### Títulos nacionales
| Título           | Club               | País       | Año     |
| ---------------- | ------------------ | ---------- | ------- |
| Ligue 1          | A. S. Monaco F. C. | Francia    | 2016-17 |
| Copa de la Liga  | Manchester City    | Inglaterra | 2017-18 |
| Premier League   | Manchester City    | Inglaterra | 2017-18 |
| Community Shield | Manchester City    | Inglaterra | 2018    |
| Copa de la Liga  | Manchester City    | Inglaterra | 2018-19 |
| Premier League   | Manchester City    | Inglaterra | 2018-19 |
| FA Cup           | Manchester City    | Inglaterra | 2018-19 |
| Community Shield | Manchester City    | Inglaterra | 2019    |
| Copa de la Liga  | Manchester City    | Inglaterra | 2019-20 |
| Copa de la Liga  | Manchester City    | Inglaterra | 2020-21 |
| Premier League   | Manchester City    | Inglaterra | 2020-21 |
| Premier League   | Manchester City    | Inglaterra | 2021-22 |

### Títulos internacionales
| Título                 | Equipo               | País  | Año  |
| ---------------------- | -------------------- | ----- | ---- |
| Copa Mundial de Fútbol | Selección de Francia | Rusia | 2018 |